# Terraza (bar)

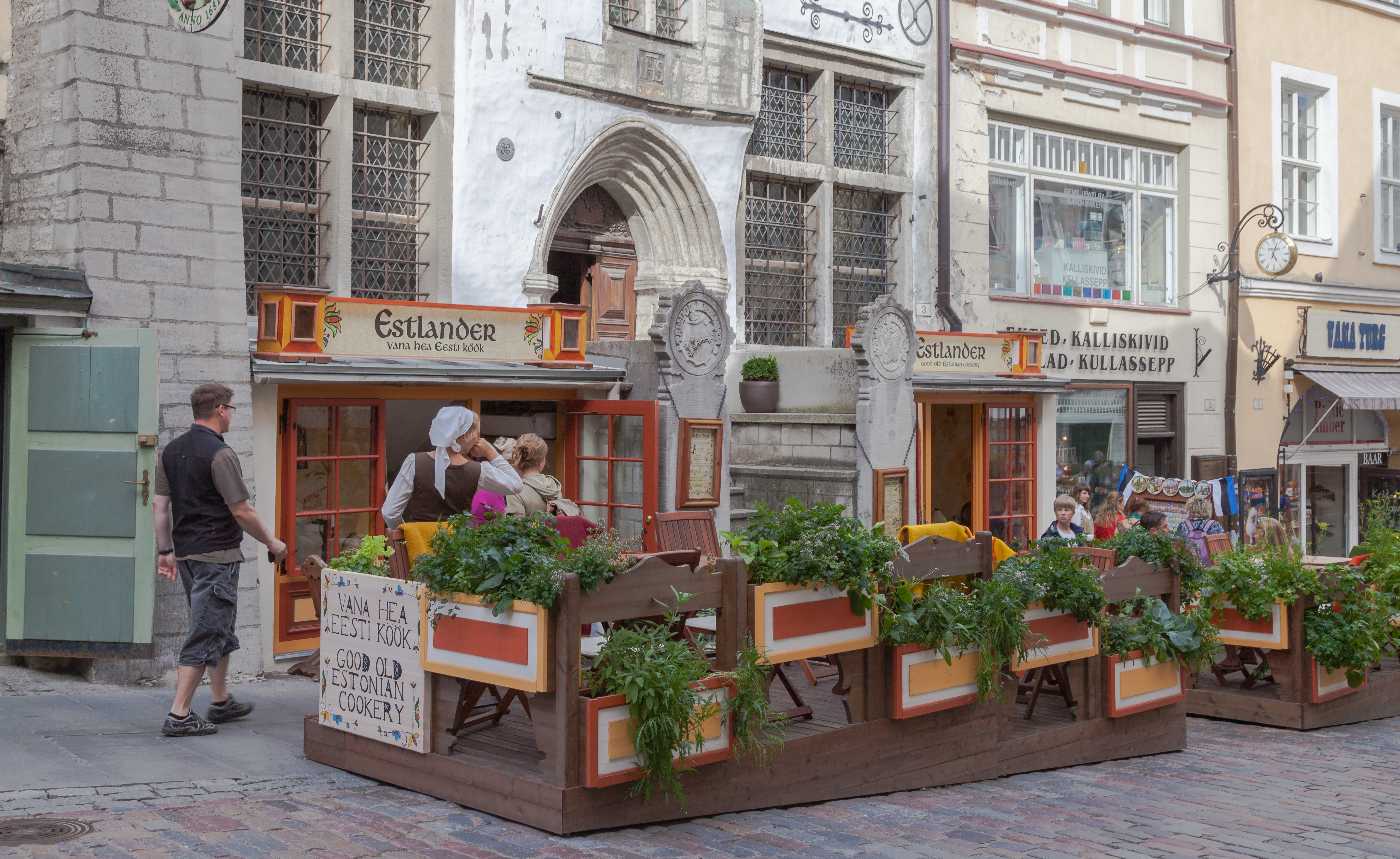
Terraza en Tallin, Estonia.

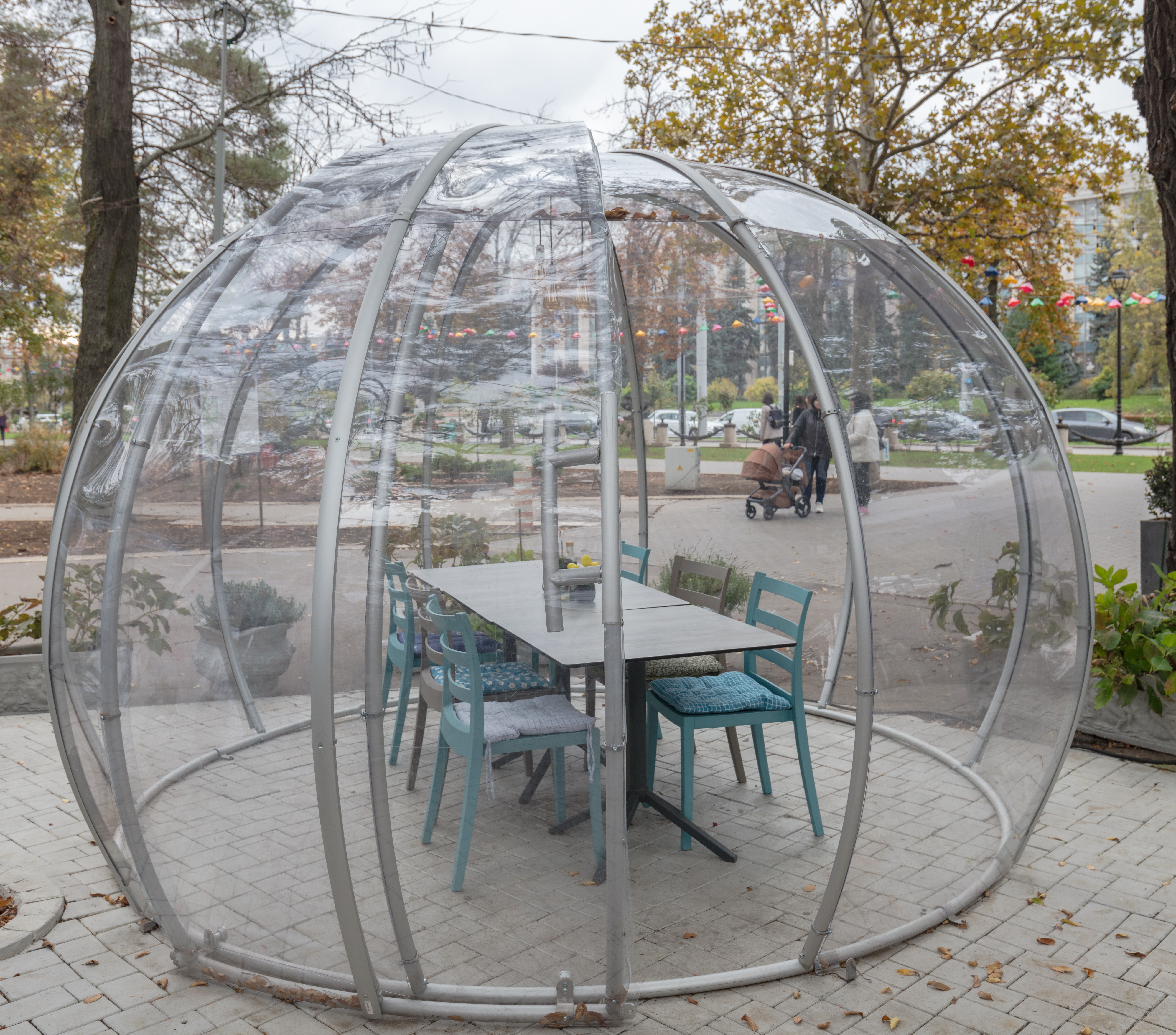
Terraza en Chisináu (Moldavia).

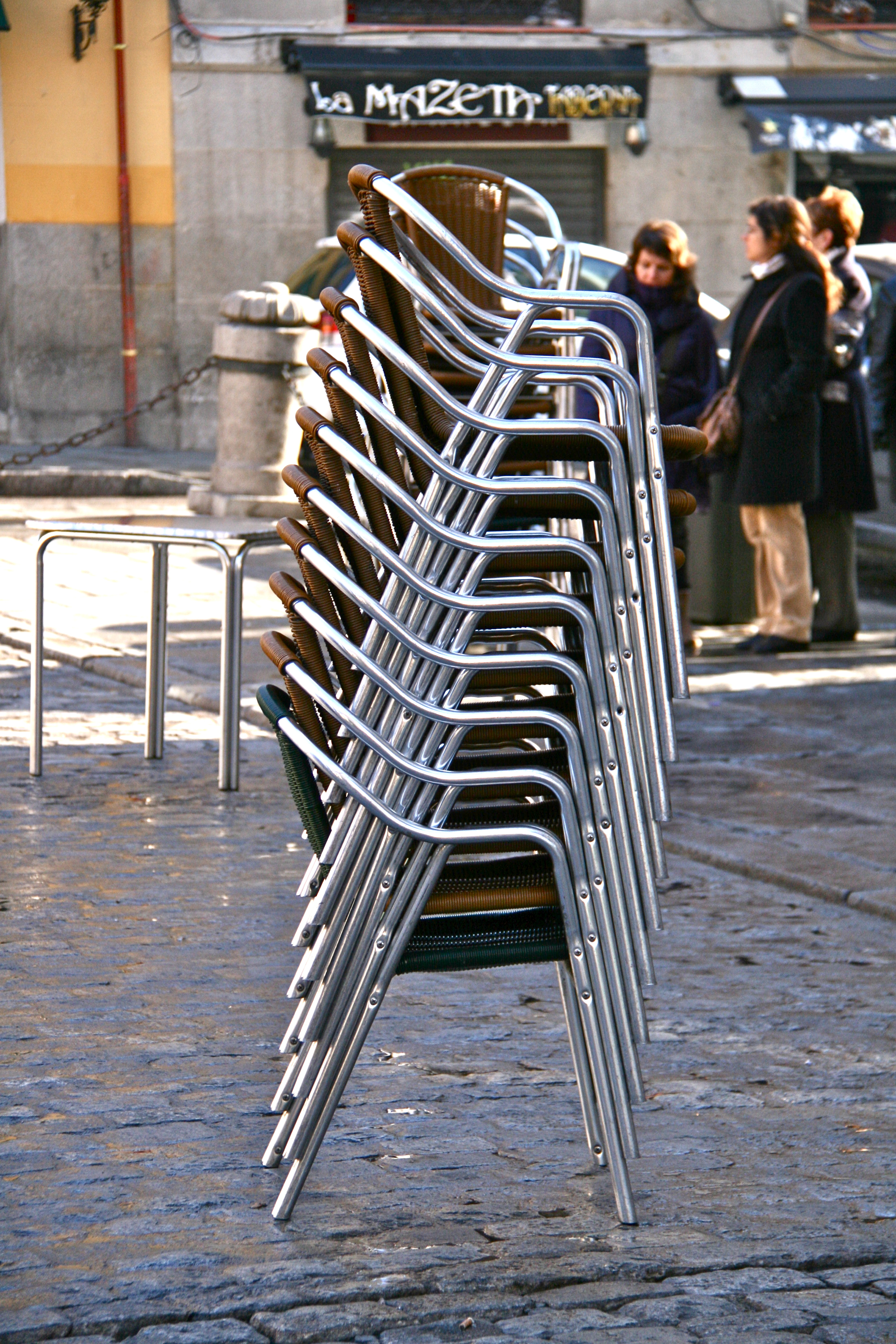
Apilamiento de sillas para servicio de una terraza.

Una terraza o  terraza de bar es un espacio hostelero exterior (bien en patios o al aire libre). A menudo se establece como una prolongación externa de un negocio ya existente como puede ser un bar, un restaurante u hotel que se puede realizar a pie de calle bien sea en el espacio de una plaza, un jardín, un mirador con vistas, en el porche de un edificio, en una sala, o junto a otras terrazas en un bulevar. Se compone de una serie de mesas «vestidas» (es decir con un mantel) y un conjunto de sillas a su alrededor. Este servicio puede estar protegido con una pérgola (quitasoles o sombrillas) que protejan a los clientes de las inclemencias del tiempo, o que proporcione sombra. Las terrazas han sido empleadas en los lugares turísticos como espacios de servicio hostelero de valor añadido. El cobro de propinas debidas al servicio del camarero dependerá de las costumbres, normas y usos de cada país.

## Características
La terraza quedará catalogada por el número de mesas a ser atendidas por los camareros. En muchos casos su área de servicio está sujeta a impuestos municipales por ocupar una superficie urbana o vía pública, su uso por temporada, horarios de apertura y cierre, publicidad, disposición de las terrazas en la vía pública, instalación de electricidad, etc. Puede disponer de un área acotada con jardineras, vallas o toldos, y mesas y sillas suelen estar elaboradas con materiales que permitan ser montadas al comienzo de la jornada y desmontadas al final de la misma. Su utillaje mínimo suele ser un servilletero un menú y un mantel puestos sobre la mesa. También puede disponer de servicios de acondicionamiento como aire acondicionado, estufas, hilo musical, pantallas, etc.
La gama, muy amplia puede ir desde terrazas de restaurantes de lujo a terrazas de autoservicio.